# Aonidia biafrae
Aonidia biafrae är en insektsart som beskrevs av Karl Hermann Leonhard Lindinger 1909. Aonidia biafrae ingår i släktet Aonidia och familjen pansarsköldlöss.
Artens utbredningsområde är Kamerun. Inga underarter finns listade i Catalogue of Life.